# Sedum decipiens
Sedum decipiens är en fetbladsväxtart som först beskrevs av Bak., och fick sitt nu gällande namn av J. Thiede och H. 't Hart. Sedum decipiens ingår i Fetknoppssläktet som ingår i familjen fetbladsväxter. Inga underarter finns listade i Catalogue of Life.